# Малангва
Малангва (непальська. मलंगवा) — місто і муніципалітет на півдні Непалу. Адміністративний центр району Сарлахі, що входить в зону Джанакпур Центрального регіону країни.

## Географія
Розташоване на кордоні з Індією, в 25 км на південь від шосе Махендра, на висоті 77 м над рівнем моря. На індійській стороні кордону навпроти Малангви знаходиться село Сонбарса.

### Клімат
Місто знаходиться у зоні, котра характеризується вологим субтропічним кліматом. Найтепліший місяць — червень із середньою температурою 30 °C (86 °F). Найхолодніший місяць — січень, із середньою температурою 16 °С (60.8 °F).
| Клімат Малангви         | Клімат Малангви | Клімат Малангви | Клімат Малангви | Клімат Малангви | Клімат Малангви | Клімат Малангви | Клімат Малангви | Клімат Малангви | Клімат Малангви | Клімат Малангви | Клімат Малангви | Клімат Малангви | Клімат Малангви |
| Показник                | Січ.            | Лют.            | Бер.            | Квіт.           | Трав.           | Черв.           | Лип.            | Серп.           | Вер.            | Жовт.           | Лист.           | Груд.           | Рік             |
| Середня температура, °C | 16              | 18,1            | 23              | 27,5            | 29,4            | 30              | 29,2            | 29,1            | 28,7            | 26,5            | 21,8            | 17,2            | 24,7            |
| Норма опадів, мм        | 10.2            | 10.1            | 15.3            | 42.2            | 118.1           | 255             | 553.5           | 400.4           | 310.4           | 87.3            | 7.4             | 7.8             | 1817.7          |
| Днів з опадами          | 1,1             | 0,9             | 0,8             | 1,8             | 3,9             | 7,1             | 12,1            | 9,7             | 6,9             | 2,3             | 0,3             | 0,4             | 47,3            |
| Вологість повітря, %    | 73.1            | 68.6            | 52.4            | 54.6            | 60.8            | 71.1            | 79.4            | 81.3            | 81              | 76.3            | 72              | 73              | 70.3            |
| ----------------------- | --------------- | --------------- | --------------- | --------------- | --------------- | --------------- | --------------- | --------------- | --------------- | --------------- | --------------- | --------------- | --------------- |
| Джерело: Weatherbase    |                 |                 |                 |                 |                 |                 |                 |                 |                 |                 |                 |                 |                 |

Населення міста за даними перепису 2011 року становить 25 102 особи, з них 12 956 чоловіків і 12 146 жінок.